# Liechtensteinische Landesbank

Ehemaliges Logo

Die Liechtensteinische Landesbank AG (LLB) wurde 1861 gegründet und ist das älteste Finanzinstitut im Fürstentum Liechtenstein. Das Land Liechtenstein besitzt die Aktienmehrheit. Die Aktien der LLB sind an der SIX Swiss Exchange notiert (Symbol: LLBN).
Die LLB-Gruppe bietet ihren Kunden Dienstleistungen im Wealth Management an: als Universalbank, im Private Banking, Asset Management sowie bei Fund Services. Mit über Tausend Mitarbeitern ist sie in Liechtenstein, in der Schweiz, in Österreich, den Vereinigten Arabischen Emiraten und seit 2024 in Deutschland präsent. Per 31. Dezember 2024 lag das Geschäftsvolumen der LLB-Gruppe bei 113,5 Milliarden Schweizer Franken.

Die Liechtensteinische Landesbank weist seit 2016 ein Depositenrating Aa2 der Agentur Moody’s aus. Gemäss Aussage der Ratingagentur gehört sie damit zu den höchsteingestuften Banken weltweit, zählt zur Topliga der Liechtensteiner sowie Schweizer Banken und liegt weit über dem Durchschnitt europäischer Finanzhäuser. Das Rating unterstreicht die Stabilität und die Finanzkraft der LLB.

## Positionierung
Die LLB-Gruppe setzt auf eine duale Positionierung am Markt: Wichtigste Bank in Liechtenstein und der Region sowie sichere und nachhaltige internationale Privatbank.
Das Geschäftsmodell beruht auf den zwei Marktdivisionen Privat- und Firmenkunden und International Wealth Management.
Die Division Privat- und Firmenkunden umfasst das Universalbankengeschäft in den Heimmärkten Liechtenstein und Schweiz und bietet die gesamte Bandbreite der Bank- sowie Finanzdienstleistungsgeschäfte. Traditionell hat das Spar- und Hypothekargeschäft eine grosse Bedeutung. Hinzu kommen private Finanzplanung, betriebliche Vorsorge sowie zielgruppengerechte Anlageberatung und Vermögensverwaltung für Kunden bis zu einem Vermögen von CHF 0.5 Mio. Zudem betreut das Segment Privat- und Firmenkunden lokal orientierte Private-Banking-Kunden im deutschsprachigen Raum (FL / CH / D).
Die Division International Wealth Management fokussiert auf Private-Banking-Kunden sowie auf institutionelle und Fondskunden. Im Bereich Private Banking liegt der Schwerpunkt zum einen auf den Märkten Österreich und übriges Westeuropa, zum anderen auf den Wachstumsmärkten Zentral- und Osteuropa sowie Naher Osten. Das Angebot umfasst folgende Dienstleistungen: Anlageberatung, Vermögensverwaltung, Vermögensstrukturierung, Finanzierungen sowie Finanz- und Vorsorgeplanung. In den Bereichen Fondsgeschäft und Institutional Clients zählen Treuhänder, Vermögensverwalter, Fondspromotoren sowie Versicherungen, Pensionskassen und öffentlich-rechtliche Institutionen zu den Kunden. Der Fokus liegt auf den Märkten Liechtenstein, Schweiz und Österreich.
Im Juli 2022 lancierte die LLB die Finanz-App willbe. Das Angebot, das sich primär an Privatkunden in Deutschland, der Schweiz und Liechtenstein richtet, wurde seit dem Start kontinuierlich erweitert. Es umfasst nun sowohl klassische Spareinlagen wie Tages- und Festgeld als auch Investitionsmöglichkeiten in physisches Gold, ETF-Sparpläne und eine digitale Vermögensverwaltung.

## Unternehmensgeschichte
Die LLB wurde 1993 teilprivatisiert. Im Jahr 1998 erfolgte erstmals der Schritt ins Ausland, der 2005 und 2008 durch die Eröffnung von Repräsentanzen in den Vereinigten Arabischen Emiraten ergänzt wurde. Im Dezember 2006 unterbreitete die LLB der Bank Linth AG in Uznach/Kanton St. Gallen ein öffentliches Kaufangebot, das die Aktionäre mit 74,2 Prozent annahmen. 2022 erhöhte die Liechtensteinische Landesbank ihren Anteil durch ein öffentliches Kaufangebot an die Aktionäre der Bank Linth auf 99,9 %
Die LLB-Gruppe ist eine Universalbank mit einem starken Private-Banking- und institutionellen Geschäft. In den Heimmärkten Liechtenstein, Schweiz und Österreich ist sie mit je einer Bank vertreten:
- Liechtensteinische Landesbank AG (LLB), Hauptsitz Vaduz, bedeutendste Universalbank in Liechtenstein
- LLB (Schweiz) AG, Hauptsitz Uznach, grösste Regionalbank der Ostschweiz.
- Liechtensteinische Landesbank (Österreich) AG, Hauptsitz Wien, führende Vermögensverwaltungsbank in Österreich

Anfang Juli 2018 übernahm die LLB-Gruppe zu hundert Prozent die Semper Constantia Privatbank AG in Wien. Am 1. Oktober 2018 erfolgte die Fusion von Semper Constantia und LLB Österreich zur Liechtensteinischen Landesbank (Österreich) AG.
Zur LLB-Gruppe gehören zudem folgende 100-prozentige Tochtergesellschaften:
- LLB Asset Management AG, Vaduz
- LLB Fund Services AG, Vaduz
- LLB Swiss Investment AG, Zürich

Am 3. April 2018 übernahm die LLB-Gruppe den Fondsdienstleister LB(Swiss) Investment AG, der seit Mai 2018 als LLB Swiss Investment AG firmiert.
Am 11. Juni 2025 wurde bekannt, dass der bisherige CEO Gabriel Brenna das Unternehmen verlässt und die Leitung per sofort ad interim an den LLB-CFO Christoph Reich übergeben wurde. Brenna indes übernimmt den CEO-Posten bei Raiffeisen Schweiz.
Nach der Unterzeichnung des Vertrags zur Übernahme der Zürcher Kantonalbank Österreich AG im Jahr 2024 sowie der Abwicklung der Transaktion im Januar 2025, wurden die beiden Unternehmen im Januar 2025 fusioniert. 

## Liechtensteiner Steuerkooperation
Mit der Umsetzung des automatischen Informationsaustausches (AIA) zählt Liechtenstein zu den Ländern, die als «Early Adopters» am 29. Oktober 2014 die multilaterale Vereinbarung, das sogenannte «Multilateral Competent Authority Agreement» (MCAA), zum automatischen Informationsaustausch unterzeichneten. 2017 fand mit den EU-Ländern zum ersten Mal der Austausch von Bankdaten statt. Ab 1. Januar 2018 tauscht Liechtenstein ausserdem Steuerdaten mit 27 Staaten ausserhalb der EU aus – darunter mit dem Zollvertragspartner Schweiz.
Liechtenstein verfolgt seit 2009 den mit der Liechtenstein-Erklärung eingeschlagenen Weg einer Finanzplatzstrategie, die auf steuerliche Konformität der Kunden setzt. Die Banken, darunter die Liechtensteinische Landesbank, und der Liechtensteinische Bankenverband unterstützten die Strategie ausdrücklich und aktiv.

## Standorte
- Liechtenstein: Vaduz, Balzers, Eschen
- Schweiz: Genf, Zürich und durch die LLB (Schweiz) AG, an welcher die LLB mit 99,9 Prozent beteiligt ist, an Standorten im Linthgebiet, in der Region Zürichsee, in Ausserschwyz und im Sarganserland
- Österreich: Wien, Salzburg
- Deutschland: Frankfurt am Main, Düsseldorf und München
- International: Abu Dhabi, Dubai (Vereinigte Arabische Emirate)